# Leopolda Gassó y Vidal
Leopolda Gassó y Vidal (Quintanar de la Orden, 1849-Chamberí, 1885) fue una escritora, pintora y ensayista española del siglo XIX.

## Biografía
Nació en la localidad toledana de Quintanar de la Orden el 5 de noviembre de 1849, aunque haya fuentes que apunten a que fue en 1848 o 1851. Se trata de la hija única del matrimonio entre el distinguido médico catalán Joaquín Gassó y su esposa Dionisia Vidal. Su familia era adinerada, de talante liberal y progresista. 
Al poco tiempo de nacer Leopolda, se trasladaron a Toledo donde pasaría toda su infancia y la mayor parte de su adolescencia. Con tan solo 8 años, demostró tener grandes capacidades para la pintura lo que cautivó a sus padres que decidieron ayudarle a que pudiera continuar su pasión. Es por ello que, siendo discípula de los pintores don Manuel Martínez Ferrer y don Isidoro Lozano, cursó sus estudios de pintura en Madrid con 20 años.
Sin embargo, antes de mudarse a la capital española, Leopolda siguió en Toledo siendo embaucada por su belleza y saliendo a dibujar al natural con una de sus amigas. De hecho, tal era la afronta y el rechazo de que las mujeres pintaran o estudiaran que se tuvieron que hacer pasar por turistas francesas (como sinónimo de extranjeras) para pasar desapercibidas. Toledo será la ciudad que atraerá toda su atención, tanto en sus escritos como en sus pinturas y en su pensamiento entendiendo así su evolución personal y artística.
En la capital española, empezó a escribir distintos artículos para revistas que estaban dirigidas a un público donde predominaban las mujeres. Colaboró en El Oriente de Asturias de Llanes, en Almanaque de El Orden, La Ilustración española y americana e incluso en el Boletín-Revista del Ateneo de Valencia. Debido a estos escritos conoció a muchas mujeres que seguían su misma línea intelectual y compartían inquietudes. Con la amistad de estas mujeres, se iniciaron discursos sobre la igualdad de derechos para las mujeres, siendo pioneras en España. No será hasta la década de 1880 que conoce a la que será su íntima amiga, Concepción Gimeno de Flaquer, cofundando un periódico llamado La Ilustración de la Mujer, el 1 de marzo de 1873. Se conoce que Leopolda viajó por toda España y Europa, trabajando también como traductora, ya que sabía francés e italiano, traduciendo algunos poemas franceses como de la autora George Sand. Además, ayudó a varias organizaciones filantrópicas laicas y apoyó la creación de la Asociación para la Enseñanza de la Mujer. En el año 1872, Leopolda pasa a formar parte del grupo "Las hijas del Sol", grupo de escritoras que estaba adscrito a la organización masónica "El Gran Oriente de España", siendo la Baronesa Wilson su presidenta y donde Leopolda publicó varios artículos para su prensa.    
Ganó tal popularidad que participó en el Ateneo Científico, Artístico y Literario de Valencia, siendo el principal punto de referencia del desarrollo cultural de la Comunidad Valenciana bajo el ala de su presidente, Fernando de Alisal.   
Volviendo a su carrera como pintora, Leopolda ganó varios premios. El primero de ellos fue en la Exposición Artística Industrial de Fomento de las Artes en 1871, seguido de, el Diploma de Honor en la Exposición Regional Leonesa en 1876 y en la Exposición de la Asociación de Escritores y Artistas de la cual era socia honoraria en 1855.   
Siendo aún joven, pero con una salud muy delicada, se mudó a Alicante buscando un clima mucho mejor que el de Madrid o Toledo; sin embargo, no consiguió ese alivio mudándose a San Sebastián con la misma mala fortuna, por lo que se volvió a Madrid y allí falleció a los 37 años. Fue sepultada en el cementerio de la Sacramental de San Lorenzo y San José situado en el barrio madrileño de Chamberí.

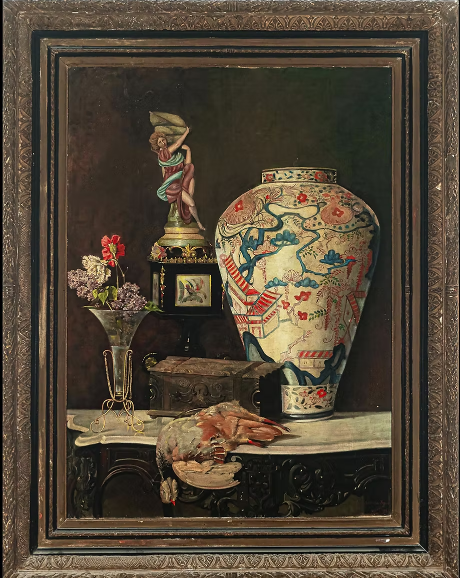
"Bodegón". 1879. Firmado en Madrid y fechado. Óleo sobre lienzo, 85 x 61,5 cm.

## Obras y exposiciones
- Exposición Leonesa de 1876: presentó "Retrato de Lucas Aguirre y Juárez", el cual regaló a la Sociedad de Escritores y Artistas, y "Paisaje de Asturias" que fue vendido en 1881.
- Exposición Nacional de Bellas Artes de 1876: exhibió las pinturas en tablas de "Pensionista" y "Un mendigo", el estudio de "Paisaje" y, por último, el lienzo de "Retrato de la señorita M.J."
- Exposición Nacional de Bellas Artes de 1878: expuso "Vendedores acileses", "Petiraetre" y "Un Paisaje".
- Exposición de Fomento de las Artes de Madrid en 1881: ostentó "Mesa revuelta" y "Bodegón", ganando una mención honorífica.
- Exposición Regional de Valencia en 1883: mostró "Dos cuadritos" y "Retrato al carbón".

## Escritos

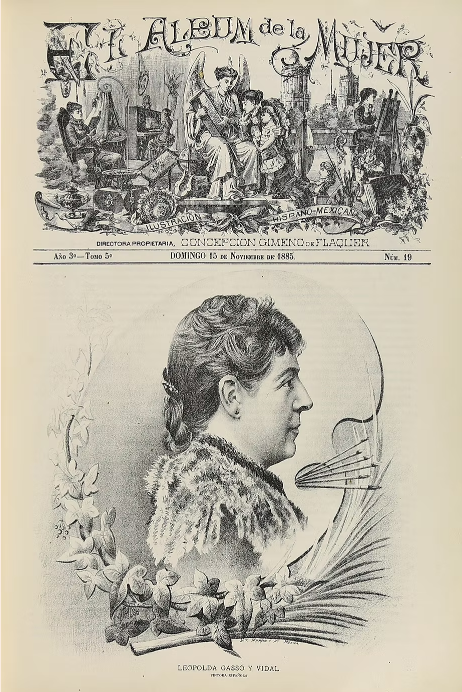
Portada del periódico ilustrado "El Álbum de la mujer", 15 de noviembre de 1885. Editado en México por la feminista española Concepción Gimeno de Flaquer (1850-1919).

La mayoría de sus escritos son artículos en revistas y publicaciones como colaboradora habitual de la mayoría de ellas. Se conoce que también escribió poemas, pero no se tiene constancia de ellos. Sus artículos están muy relacionados con el feminismo de la época en busca de la igualdad de derechos con el hombre, su relación con el arte contemporáneo, su búsqueda del progreso intelectual, el desarrollo cultural de España y la igualdad social y económica del país. De esta manera, escribió artículos para las siguientes revistas, periódicos y publicaciones:
- Publicación Almanaque de El Orden, 1870.
- La prensa de la organización masónica "El Gran Oriente de España" y para su grupo adscrito a él, "Las Hijas del Sol".
- Colaboradora activa del periódico La Ilustración de la Mujer.
- El Álbum de la Mujer.[7]
- Fue la única colaboradora femenina en el Boletín-Revista del Ateneo de Valencia en 1870, con su artículo "¿A qué teoría debe obedecer la pintura contemporánea?". En él defendía los nuevos tiempos y modernidades, adaptándolas al arte que debe ser guiado por la religión, la belleza y el progreso.
- El Oriente de Asturias.
- El Correo de la Moda.
- El Álbum Ibero-Americano.[7]

Como Leopolda falleció muy prematuramente, tanto su madre Dionisa como su mejor amiga Concepción, reunieron sus artículos y publicaciones creando la antología Colección de sus trabajos literarios, publicándola de forma póstuma. En él se recogen todo lo que publicó Leopolda Gassó y Vidal, conteniendo también un encomiástico prólogo de Concepción Gimeno de Flaquer.